# Ca l'Escolà (Cabanelles)
Ca l'Escolà és una masia situada al municipi de Cabanelles, a la comarca catalana de l'Alt Empordà. Es troba just al nord d'un dels meandres que fa el Manol prop de Can Petitot.